# Susie Abromeit
Susie Abromeit est une actrice américaine, née le 15 novembre 1982 à Boston.

## Filmographie

### Cinéma
- 2007 : Miss Campus : une cheerleader
- 2008 : Sex Drive : Cousine Tiffany
- 2009 : Know Thy Enemy : Pearl
- 2009 : Tucker Max : Histoires d'un serial fucker : Leslie
- 2010 : Breatdown : Erin Dean
- 2010 : Mysterious Island : Abby Fogg
- 2011 : World Invasion: Battle Los Angeles : Amanda
- 2011 : Cross : Sunshine
- 2011 : Braqueurs : Valerie
- 2012 : 16-Love : Katina Upranova
- 2012 : Butch Walker and the Black Widows: Synthesizers : une fille du club
- 2013 : Diving Normal : Dana
- 2013 : Snake and Mongoose : Kelly
- 2013 : Hard Rush : Kathy
- 2014 : La Théorie du Chaos : Lydia
- 2019 : Married Young : une fille au yoga
- 2021 : American Nightmare 5 : Sans Limites : Mère Hardin
- 2021 : La Méthode Williams : Robin Finn
- 2022 : L'Amour en fleurs : Amelia Hart

### Télévision
- 2007 : Burn Notice : Jenna Reese (1 épisode)
- 2008-2009 : As the World Turns : Anna Kasnoff (5 épisodes)
- 2009 : Les Frères Scott : Susie et une piétonne (2 épisodes)
- 2011 : A Gifted Man : Lacey Sandreski (1 épisode)
- 2011 : Les Experts : Miami : Kayla Bledsoe (1 épisode)
- 2012 : Hollywood Heights : Ericka (4 épisodes)
- 2012 : La Diva du divan : Allison (1 épisode)
- 2013 : Les Experts : Tara Janssen (1 épisode)
- 2013 : The Glades : Corinne Meltzer (1 épisode)
- 2013 : The Haves and the Have Nots : Laura (5 épisodes)
- 2013 : La Fiancée des neiges : Claire Sinclaire
- 2013 : Supernatural : Suzy Lee (1 épisode)
- 2014 : Rake : Summer (1 épisode)
- 2014 : Devious Maids : Dahlia Deering (4 épisodes)
- 2015 : Battle Creek : Al (1 épisode)
- 2015 : Jessica Jones : Pam (8 épisodes)
- 2015-2016 : Chicago Med : Zoe Roth (5 épisodes)
- 2017 : Code Black : Lily (1 épisode)
- 2017 : Tout le monde a un secret : Talia
- 2017 : Legends of Tomorrow : Mme Palmer (1 épisode)
- 2019 : SEAL Team : Jamie (1 épisode)